# Raumland

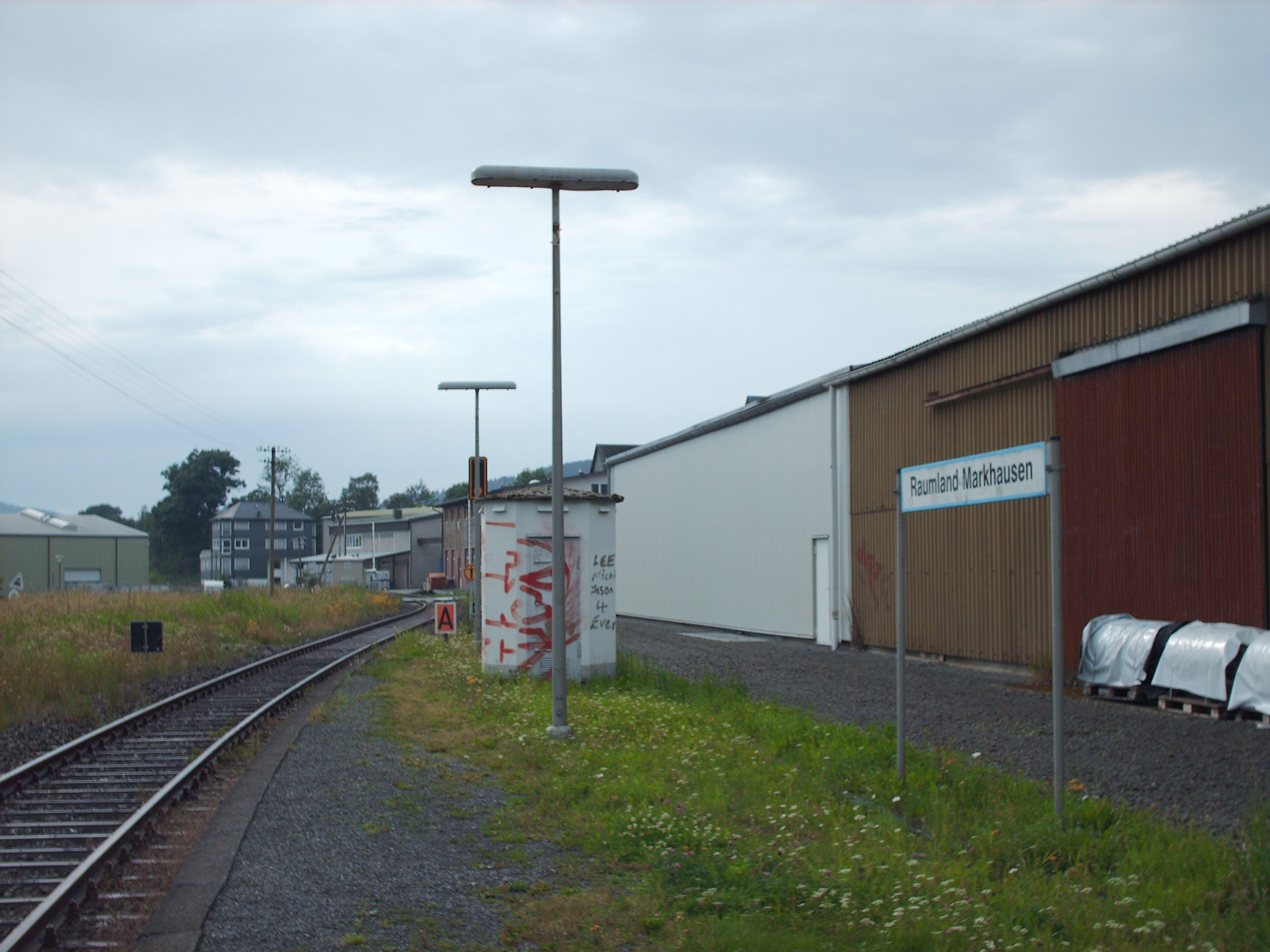
Haltepunkt der Bahnstrecke Erndtebrück–Bad Berleburg in Raumland

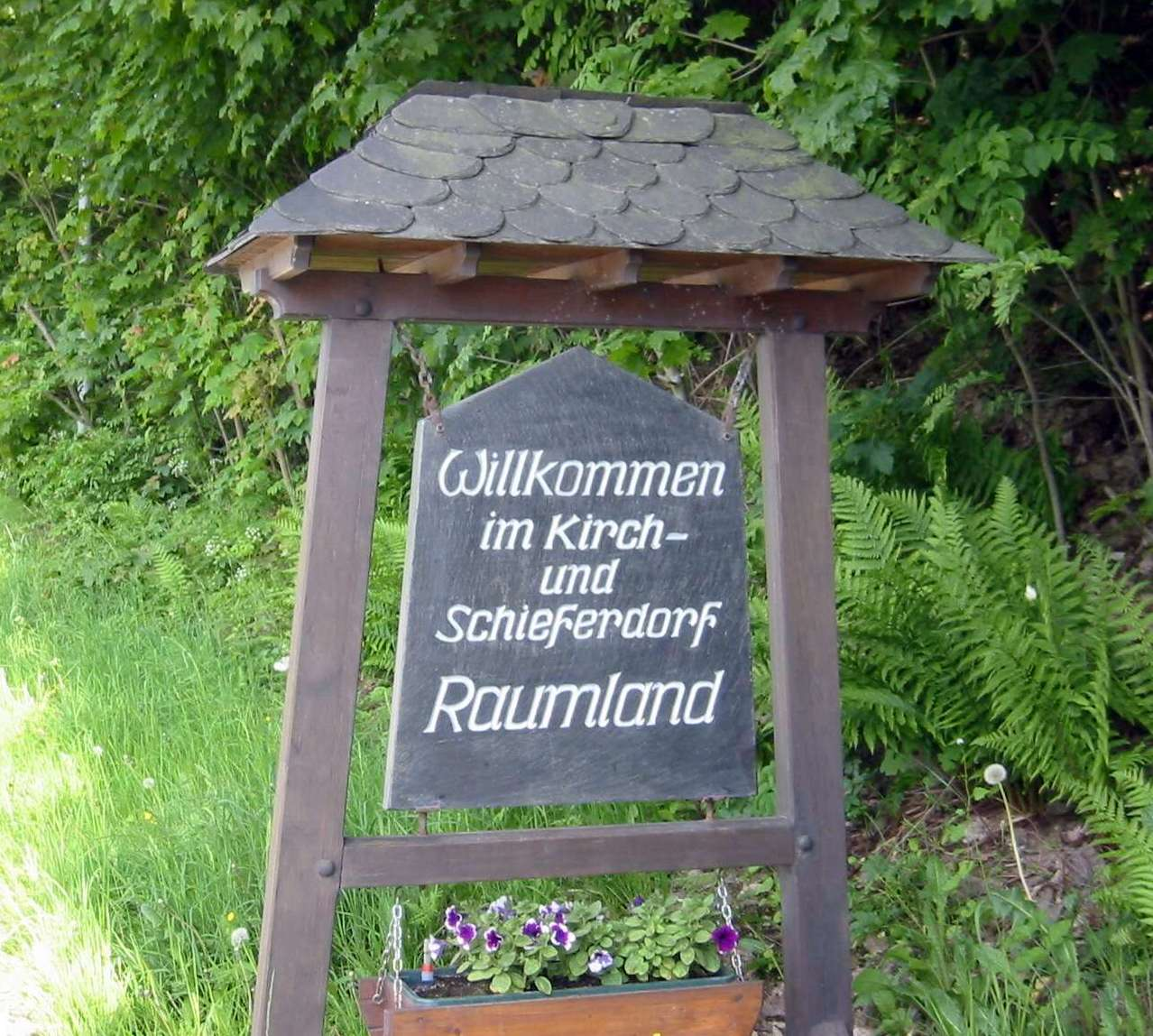
Begrüßungsschild

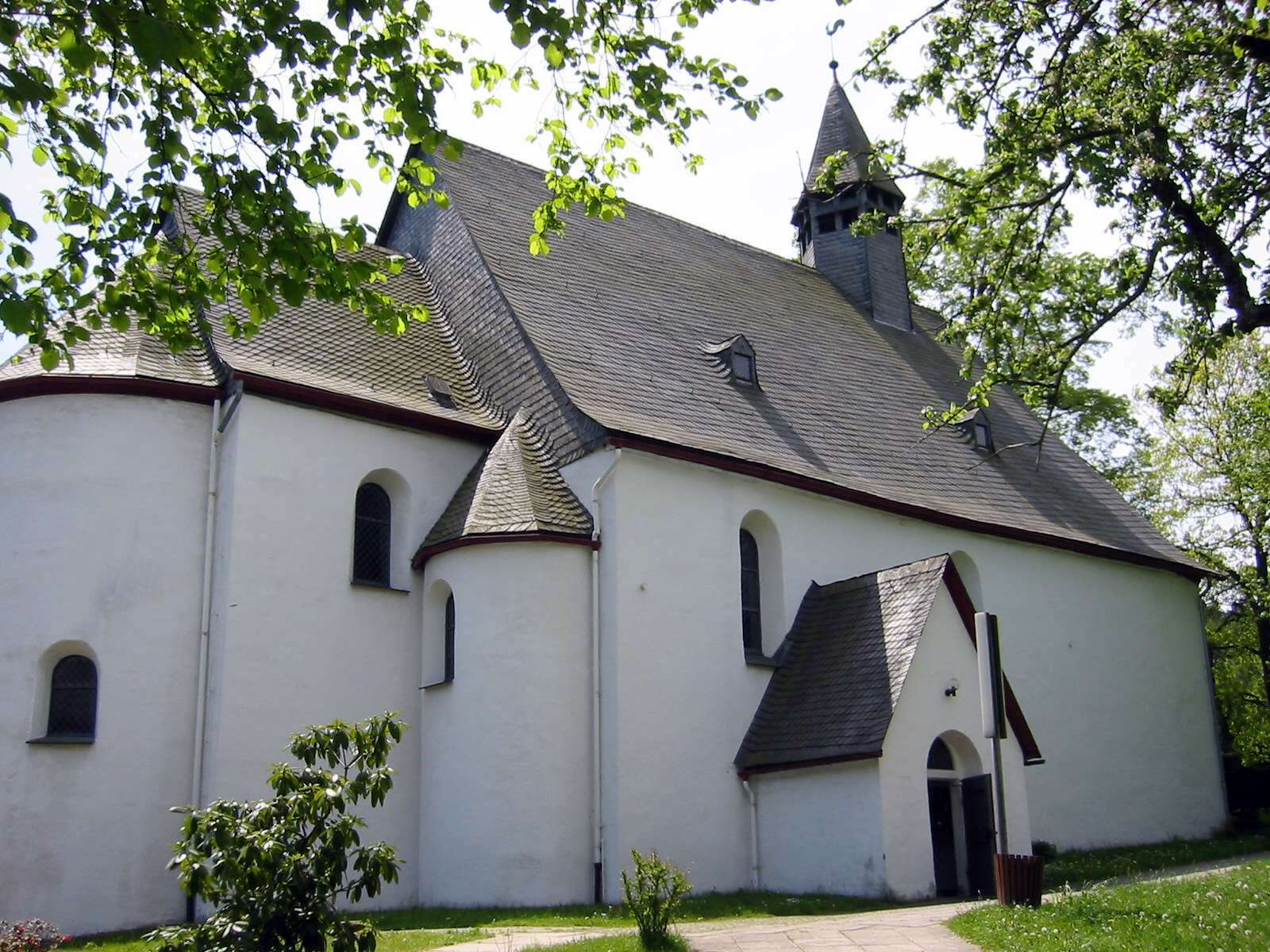
Kirche in Raumland

Raumland (mundartlich Römmelaand) ist ein Ortsteil von Bad Berleburg im Kreis Siegen-Wittgenstein, Nordrhein-Westfalen.

## Geographische Lage
Es liegt rund 2 km südlich von Bad Berleburg am Südhang des Rothaargebirges gegenüber der Einmündung der Odeborn in die Eder. Südlich vom Dorf liegt das Steinwerk Raumland Böhl. Der Ort ist umgeben vom weitläufigen Naturpark Sauerland-Rothaargebirge.

## Geschichte

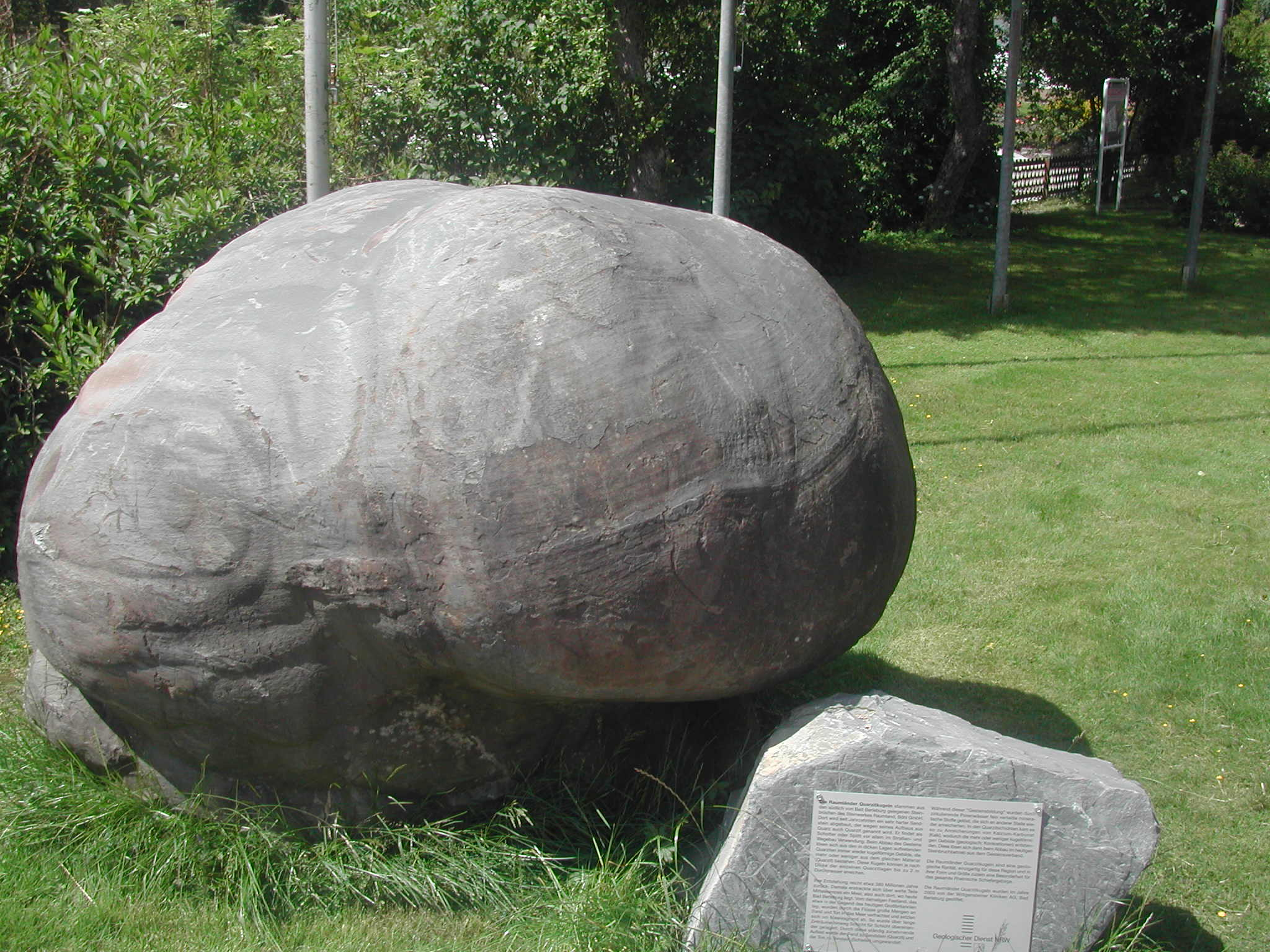
Quarzitkugel aus den Steinbrüchen des Steinwerkes Raumland-Böhl GmbH

Um 800 wird Raumland in einer Schenkungsurkunde der Grafen Reginghart und Meginhart an das Kloster Fulda erstmals als Rumilingen (in rumilingene marca) erwähnt. Die erste urkundliche Erwähnung findet sich im Codex Eberhardi aus dem 12. Jahrhundert. Die Kirche von Raumland war die Urpfarre des zur Grafschaft Wittgenstein gehörenden oberen Edertals. Ihr Martinspatrozinium weist auf eine fränkische Gründung hin. Doch die reichlichen Siedlungsfunde der jüngsten Zeit dokumentieren eine Besiedlung der günstig entlang der Eder gelegenen Freiflächen von Meckhausen bis nach Berghausen zumindest bis ins 8. Jahrhundert v. Chr.
Im 13. Jahrhundert ist ein ortsansässiges Rittergeschlecht nachweisbar (Ludwig von Raumland, Hermann von Raumland).
1624 befanden sich 10 Häuser in Raumland, 1819 waren es 25 Häuser.
Am 1. Januar 1975 wurde Raumland durch das Sauerland/Paderborn-Gesetz nach Bad Berleburg eingemeindet.

## Einwohnerentwicklung
| Die zur Anzeige dieser Grafik verwendete Erweiterung wurde dauerhaft deaktiviert. Wir arbeiten aktuell daran, diese und weitere betroffene Grafiken auf ein neues Format umzustellen. (Mehr dazu) |      |
| 1819 | 183  |
| 1900 | 287  |
| 1961 | 764  |
| 1970 | 986  |
| 1974 | 1069 |
| 2011 | 1460 |
| 2017 | 1316 |
| 2021 | 1369 |
| Die Zahlen von 1961 (6. Juni) und 1970 (27. Mai) entstammen den Volkszählungsergebnissen. 1974, Quelle ab 2011:. 2017 zum 31. Dezember des Jahres. 2021 zum 31. August.                           |      |

## Sehenswürdigkeiten
- Schiefer-Schaubergwerk: Im Bergwerk „Delle“ wurde von 1860 bis 1923 Schiefer abgebaut. 1890 wurde der Transport durch die Bahnanbindung in Raumland einfacher und günstiger. Außerhalb der Grube stand das Spalthaus, in dem die Schiefersteine zu Platten gespalten und bearbeitet wurden. Dieses Spalthaus steht heute im Inneren des Schaubergwerks. Zum Abbau wurden zuerst ein Ein-Mann-Bohrer, später ein Pressluftbohrer verwendet. Ein Block wurde durch das Befüllen und Zünden von Schwarzpulver abgesprengt. Die Bergleute hatten als einziges Licht Petroleumlampen. Heute ist es das einzige Schiefer-Schaubergwerk in der Umgebung. Der Raumländer Schiefer war berühmt für seine Qualität, er wurde bis nach London geliefert.
- spätromanische evangelische Kirche mit drei Schiffen um 1240, vermutlich das früheste Beispiel vom Typ der südwestfälischen Hallenkirchen. Im modernen Dachreiter befindet sich mit drei um 1350 gegossenen Glocken das älteste vollständige Kirchenglockengeläut in Westfalen. Sehenswerte Wandmalereien aus dem 15. Jahrhundert und ein Abendmahlstisch aus dem 18. Jahrhundert.

## Verkehr
Raumland lag an der Bahnstrecke Bad Berleburg–Allendorf, welche stillgelegt ist. Der Haltepunkt Raumland-Markhausen liegt an der Bahnstrecke Erndtebrück–Bad Berleburg, welche von der RB 93 bedient wird.